# Nacionalni susret hrvatskih katoličkih obitelji
Nacionalni susret hrvatskih katoličkih obitelji je vjerska manifestacija katoličkih vjernika u Hrvata.

## Prvi nacionalni susret hrvatskih katoličkih obitelji (2011.)
Prvi nacionalni susret hrvatskih katoličkih obitelji održan je 5. lipnja 2011. u Zagrebu, za vrijeme apostolskog pohoda pape Benedikta XVI. Hrvatskoj. Geslo susreta bilo je Zajedno u Kristu.

## Drugi nacionalni susret hrvatskih katoličkih obitelji (2015.)
Drugi susret održao se je 19. travnja 2015. godine na Trsatu. Tema je "Obitelj - nositeljica života, nada i budućnost Hrvatske". Izbor teme je u uskoj svezi s osnovnim naglascima koje je sveti papa Ivan Pavao II. istaknuo u enciklici „Evanđelje života", na čiju se 20. obljetnicu Drugi susreti održavaju. 
Stavljanje obitelji u središte pozornosti javnoga mnijenja, bilo crkvenoga tako i mnijenja čitavoga društva bila je jednom od temeljnih ideja ovog susreta. Naglašava se obitelj kao nositeljica i prenositeljica života, bez koje ne bi bilo ni nade ni budućnosti, te ulogu koju obitelj ima u životu katoličkog vjernika, jer ljudski život je dar koji supružnici primaju od Boga te da su oni pozvani taj dar života primiti, činiti da se razvija i raste u svim dimenzijama, da bi jednoga dana ta ista osoba mogla postati nositelj života Crkve i društva.
Vid susreta 2015. pod kojima se promatra obitelj proizlazi iz temeljnih naglasaka Prvog ciklusa obiteljskog pastorala (2013. – 2015.) - "Od teologije tijela do evanđelja života".
Program Susreta počeo je u subotu 18. travnja u 19 sati u katedrali sv. Vida u Rijeci prijenosom zavjetne spomen-svijeće iz riječke prvostolnice u svetište Majke Božje Trsatske. U programu sudjeluju biskupi Riječke metropolije.
Nadbiskup Ivan Devčić svečanim obredom u katedrali sv. Vida započeo je prijenos svijeće.
Nakon svečanog obreda vlč. Velimir Martinović formirao će procesiju u kojoj su sudjelujovali mladi Riječke metropolije sa svojim povjerenicima, mlade obitelji i svi ostali vjernici. U procesiji se nosilo križ i lampione. Nadbiskup Ivan Devčić simbolično je predao križ mladima Riječke nadbiskupije.
Procesiju je vodio krčki biskup Ivica Petanjak. Dok je procesija išla po Trsatskim stubama prema Trsatu, izmoljena su radosna otajstava krunice, a pjesmu je animirao sastav Assunta. Križ je do vrha promijenio nekoliko nositelja iz Riječke nadbiskupije, Gospićko-senjske, Porečko-puljske, i Krčke biskupije. 
Kad je procesija došla u svetište, krčki biskup u miru mons. Valter Župan predvodio je svečanu pjevanu Večernje. Propovijed je održao gospićko-senjski biskup Mile Bogović.

## Treći nacionalni susret hrvatskih katoličkih obitelji (2018.)
Treći nacionalni susret hrvatskih katoličkih obitelji održan je 15. i 16. rujna 2018. godine u Splitu i Solinu pod geslom Obitelj – izvor života i radosti.

## Vanjske poveznice
Mrežna mjesta
- susretobitelji.hr  Arhivirana inačica izvorne stranice od 28. studenoga 2021. (Wayback Machine), službeno mrežno mjesto